# Henrykowo (przystanek kolejowy)
Henrykowo – przystanek osobowy w Henrykowie na linii kolejowej nr 221 Olsztyn Gutkowo – Braniewo, w województwie warmińsko-mazurskim.
Przystanek położony jest w niewielkim przysiółku Henrykowa, z dala od centrum wsi. W ramach remontu linii nr 221 planowane jest przesunięcie peronów w dogodniejsze miejsce.
W roku 2017 przystanek obsługiwał 0–9 pasażerów na dobę.